# Rondel (opevnění)

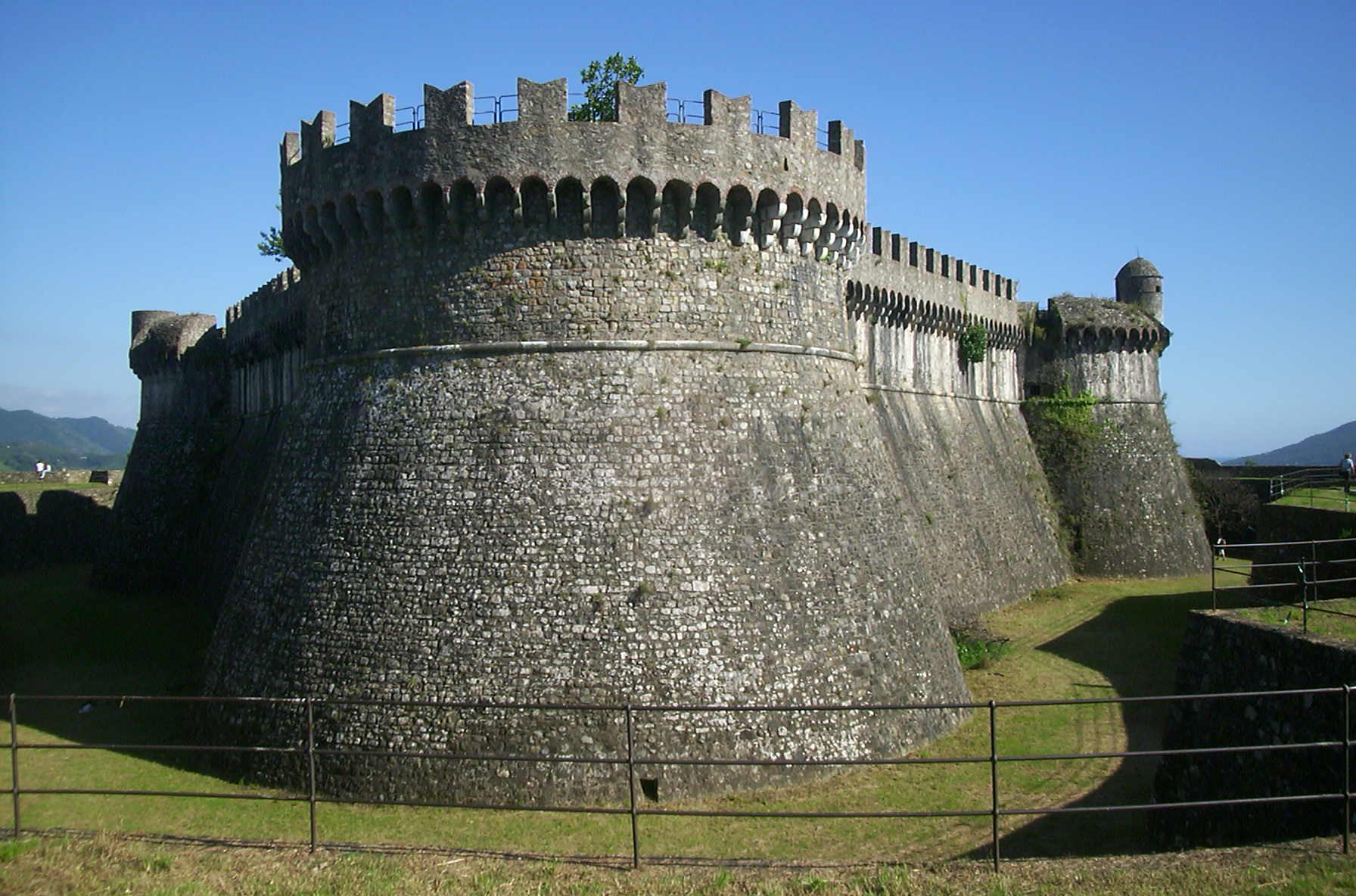
Rondelová pevnost v italské Sarzaně

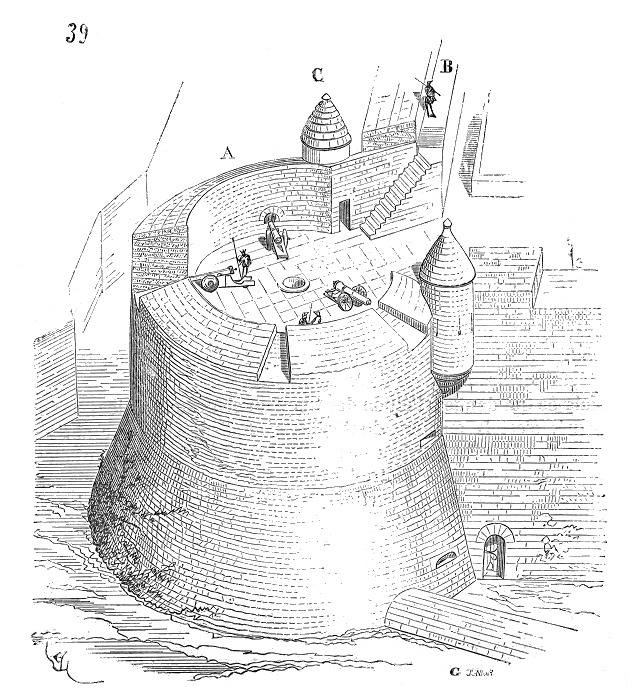
Schéma rondelu

Rondel je druh okrouhlého pozdně gotického a renesančního dělostřeleckého opevnění. Obvykle se stavěl v nárožích obranné linie převážně jako zemní bašta, která mohla být zajištěna proti sesunutí armováním. Na přelomu 15. a 16. století byl základním prvkem rondelového systému opevňování, jehož významným teoretikem byl Albrecht Dürer.

## Rondelový systém opevňování
Na přelomu 15. a 16. století dosáhla děla vysoké technické úrovně a stávající opevnění postupně ztrácela schopnost odolávat palbě. Věže a hradby tvořené vysokými, ale relativně slabými zdmi, se pod soustředěnou palbou snadno bortily a vzhledem k omezenému prostoru neumožňovaly nasazení těžkých děl při jejich obraně. Jedním ze způsobů, jak tento nedostatek odstranit, se stalo používání nižších zemních valů, které odolávaly dělostřelbě podstatně lépe. Zděná hradba u nich sloužila jen jako armování proti sesunutí valu, ale v některých případech byly pevnosti budovány čistě jako zemní stavby. Široké koruny valů umožnily nasazení těžkých obranných děl a zděné hradby se stavěly jen podél koruny valu nebo na jeho úpatí, kde střílny pro ruční zbraně sloužily k obraně příkopu.
Obrana prostoru při úpatí valu byla založena na schopnosti flankování, které umožnila výstavba okrouhlých nebo polygonálních dělostřeleckých bašt. Ty byly vysunuty do příkopu před čelo valu. Děla a ruční zbraně, které na nich byly umístěny, mohly ostřelovat prostor podél kurtiny a sousední rondely se mohly krýt palbou navzájem. Obranu brány pevnosti obvykle zajistil barbakan.
Nevýhody rondelového systému byly dvě. Kruhový půdorys rondelu nebyl výhodný pro účinné rozmístění výzbroje, protože do každého směru mohl střílet jen velmi omezený počet děl. Ještě závažnější nevýhodou byl mrtvý prostor před čelem každého rondelu, který nebylo možné zasáhnout palbou ze sousedních rondelů. V těchto místech mohli útočníci využít relativní bezpečí k přistavění žebříků nebo pokusu o podkopání zdi. Rondelový systém byl proto opuštěn a nahrazen opevněním bastionovým.
V Čechách byly rondely použity při zdokonalování obranného systému hradů Pardubice, Kunětická Hora, Chlumec nad Cidlinou a Hluboká. Předpokládá se, že jejich zemní rondely vycházejí z polských vzorů a polští stavitelé se zase inspirovali v husitských Čechách. Po roce 1479 se rondely rozšířily také do středního Německa.